# Dalibor Vačkář

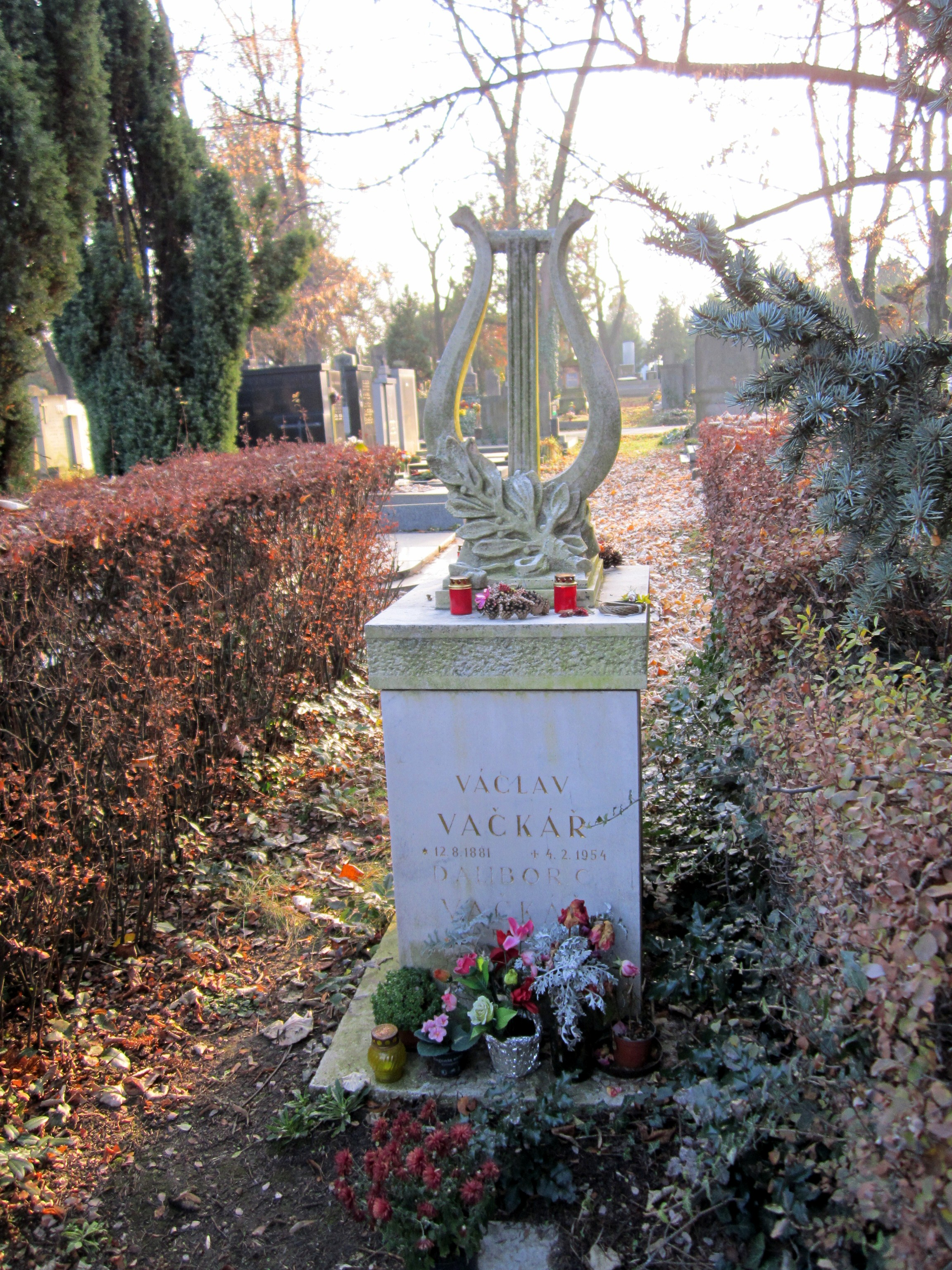
Familiengrab der Komponisten Václav und Dalibor Vačkář auf dem Prager Friedhof Vinohrady

Dalibor Cyril Vačkář (Dalibor C. Faltis; * 19. September 1906 in Korčula; † 21. Oktober 1984) war ein tschechischer Komponist und Schriftsteller.
Vačkář studierte in Prag bei Karel Hoffmann und Otakar Šín. Von 1934 bis 1945 war er Violinist beim Prager Rundfunkorchester. Er wirkte in dieser Zeit aber vorrangig als erfolgreicher Dramatiker. Danach lebte er als freier Komponist in Prag. 
Er komponierte zwei Ballette, fünf Sinfonien, zwei Sinfoniettas, ein Concerto grosso, zwei Violinkonzerte, ein Klavier- und ein Fagottkonzert, eine Legende für Cembalo und Orchester, ein Konzert für Klavier, Schlagzeug und Kontrabass, Chorwerke und Lieder. Zudem schrieb er etwa dreißig Filmmusiken unter verschiedenen Pseudonymen und verfasste eine Instrumentationslehre. 
Dalibor Vačkářs Vater war der Komponist Václav Vačkář (1881–1954), sein Sohn Tomáš Vačkář (1945–1963) war ebenfalls Komponist.